# 红色威丁
《红色威丁》（德語：Roter Wedding）是一首德国工人运动歌曲，原为同名鼓动剧团的表演歌曲。歌曲由汉斯·艾斯勒作曲，埃里希·韦纳特作词。
该歌曲的最初版本中提到的“我们演奏的是阶级斗争”，“我们拉开了帷幕”，“这出戏是这样的”均为实指戏剧中该歌曲的演奏。当歌曲从戏剧中独立出来，并在其他情况下演唱时，这些段落被重写。该歌曲也被认为是红色阵线战士同盟协会的非官方盟歌。
该歌曲内容主要指“血腥五月”，即1929年德国共产党带领工人参加庆祝国际劳动节的游行时遭到军警镇压，并造成至少32名示威群众被枪杀的惨案。这些示威活动主要在当时著名的柏林工人阶级居住地威丁和新克尔恩。 1931年，埃里希·韦纳特因为该歌曲作词而被起诉。他被指控煽动阶级仇恨、亵渎神明和贬低共和政体。然而，韦纳特最终被宣告无罪。
二战后，随着东德的成立，该歌曲新增了“要让德国属于德国人”的歌词，主要指驻西德美军的威胁。